# Paus Miltiades
Miltiades, ook wel Melchiades, Meltiades, Melciades, Milciades, Miltides (Grieks: Μελχιάδης ὁ Ἀφρικανός, Melchiados o Afrikanos) (Noord-Afrika, geboortedatum onbekend - Rome, 10 januari 314) was de 32e paus van de Rooms-Katholieke Kerk. Hij was vermoedelijk van Noord-Afrikaanse komaf, maar verder weet men weinig over hem. Zijn pontificaat echter was erg belangrijk.
Tijdens deze ambtstermijn werd het Edict van Milaan uitgevaardigd. Dit was feitelijk een vredesverklaring van de kant van de Romeinen, behalve in het oosten, waar de christenen vervolgd bleven worden. Hiermee werden onder andere alle gestolen bezittingen met terugwerkende kracht aan de christenen teruggegeven. Constantijn de Grote gaf de paus het Lateraans paleis, jarenlang de pauselijke residentie, tegenover de Sint-Jan van Lateranen. Dit paleis werd het bestuurscentrum van de Katholieke Kerk.
Ook werd hier de synode van Lateranen gehouden. Hier werd Caecilianus vrijgesproken van de aanklachten die er tegen hem stonden, namelijk dat hij de onrechtmatige bisschop van Carthago was. Zijn tegenstander Donatus werd schuldig bevonden aan ketterij, evenals de donatisten, zijn aanhangers. Augustinus noemde Miltiades een "ware zoon van de vrede en een vader voor alle christenen".
Ook heeft Miltiades het gebeente van paus Eusebius van Sicilië naar Rome teruggebracht. Dit werd begraven in de Catacombe van Sint-Calixtus.
Miltiades wordt als heilige vereerd. Zijn katholieke gedenkdag is 10 januari, zijn orthodoxe gedenkdag is 10 april. Hij ligt waarschijnlijk begraven in de Catacombe van Sint-Calixtus.
Cursief: tegenpaus